# LMV 4
LMV 4 (pentru Linia de Mare Viteză 4, franceză LGV 4, neerlandeză HSL 4) este o linie de mare viteză din Belgia. Este al patrulea element al rețelei belgiene de linii ferate de mare viteză și conectează orașul Antwerpen cu frontiera olandeză având o lungime de 40 km. 
De o manieră generală, linia LMV 4 asigură o legătură rapidă între metropolele Paris, Bruxelles și Antwerpen și metropolele Rotterdam și Amsterdam. Trenurile circulă între Bruxelles și Antwerpen, 47 km, pe linii clasice modernizate ce permit viteze maxime de 160 km/h. Împreună cu LGV Nord din Franța, LMV 1 din Belgia și HSL Zuid din Olanda formează o axă de linii de mare viteză vest europeană transnațională pe relația nord-sud între Amsterdam și Paris. Porțiunea dintre Bruxelles și Antwerpen este utilizată și de trenuri InterCity interne belgiene ale SNCB.
Construcția liniei a fost finalizată în 2007, dar diferite probleme de semnalizare precum și întârzierile apărute în partea olandeză a proiectului, HSL Zuid au întârziat darea acesteia în folosință. Linia este echipată cu noul sistem de semnalizare european ETCS. Primele trenuri care au circulat în regim comercial au fost trenuri de tip IR ce leagă stația de Antwerpen-Centraal, începând cu data de 15 iunie 2009. Trenurile Thalys între Paris-Bruxelles și Amsterdam, ce pot circula cu viteze de 300 km/h, au început să utilizeze linia de la data de 13 decembrie 2009. Începând din 2010, trenurile Benelux ce leagă Bruxelles-ul de Amsterdam vor fi înlocuite cu un nou serviciu de mare viteză ce utilizează linia LMV4 și HSL Zuid, serviciu numit Fyra și operat împreună de companiile naționale belgiene și olandeze cu trenuri V 250 ce pot circula cu o viteză maximă de 250 km/h.

## Traseu
Trenurile părăsesc Gara Bruxelles-Sud și traversează orașul Bruxelles în subteran până la Gara Bruxelles-Nord. În dreptul localității Schaerbeek linia se bifurcă separându-se de linia spre Louvain, Liège și Germania. Până la Antwerpen trenurile utilizează una din cele două magistrale paralele care leagă capitala belgiană de Antwerpen. Linia a fost modernizată pentru a permite viteze de până la 160 km/h, distanța scurtă dintre aceste orașe precum și zona dens urbanizată a împiedicat construcția unei linii noi ce ar fi permis viteze superioare. 
La Antwerpen, linia traversează orașul în subteran printr-un tunel cu o lungime de 1,5 km, deservind gara modernizată Antwerpen-Centraal. În dreptul gării Anvers-Dam linia revine la suprafață, traversează Canalul Albert și se intersectează cu linia clasică Antwerpen-Roosendaal. La separarea de aceasta începe secțiunea de mare viteză alimentată la 2,5 kV, 50Hz Curent Alternativ. Traseul liniei urmărește traseul autostrăzii A7/E 19 până la frontiera olandeză, unde se interconectează cu HSL Zuid. 